# Ene Franca Idoko
Ene Franca Idoko-Isaac, nigerijska atletinja, * 23. november 1969, Nigerija.
Nastopila je na olimpijskih igrah leta 2008 ter osvojila srebrno medaljo v štafeti 4×100 m, v teku na 100 m se je uvrstila v četrtfinale. Na afriških prvenstvih je osvojila prav tako srebrno medaljo v štafeti 4x100 m leta 2006.